# Martina Parisse
Martina Parisse (Jesi, 16 aprile 1984) è una politica italiana.

## Biografia
Alle elezioni politiche del 2018 è eletta deputata del Movimento 5 Stelle. È membro dal 2018 della I Commissione affari costituzionali.
Il 27 maggio 2021 aderisce a Coraggio Italia, il nuovo partito fondato dal sindaco di Venezia Luigi Brugnaro insieme al presidente della Liguria Giovanni Toti e a numerosi parlamentari di diversa provenienza (M5S, Forza Italia, Cambiamo!-Popolo Protagonista, Lega e Centro Democratico). Il 18 novembre dello stesso anno diventa responsabile del tesseramento di Coraggio Italia nelle Marche.
Alle elezioni politiche anticipate del 25 settembre 2022 viene candidata nel collegio plurinominale Lombardia 2 - 02 in terza posizione nella lista di Noi moderati, formazione composta da Italia al Centro, Coraggio Italia, Noi con l'Italia e UdC non risultando eletta anche perché non è stata superata la soglia di sbarramento del 3%.